# Viola Furubjelke
Mary Viola Elisabet Furubjelke, född Åresjö 17 juli 1946 i Sankt Johannes församling i Norrköping, är en svensk utredningssekreterare, diplomat och politiker (socialdemokrat). Hon var ordinarie riksdagsledamot 1985–2002, invald för Östergötlands läns valkrets, och ordförande i utrikesutskottet 1995–2002.
Hon var suppleant i utrikesutskottet från 1985, ledamot från 1988 och utskottets ordförande åren 1995–2002. Hon har även varit suppleant i utbildningsutskottet 1985–1988, i justitieutskottet 1988–1994 och i lagutskottet 1994–1995. Hon har också varit ordförande i Interparlamentariska delegationen 1994–2002 och OSSE-delegationen 1996–1998 samt ledamot av Krigsdelegationen och utrikesnämnden.
Efter den politiska karriären utsåg regeringen henne till ambassadör i Damaskus, jämväl i Beirut, åren 2002–2005.[källa behövs] Hon var 2005–2008 generalsekreterare för Olof Palmes Internationella Center.